# Az Amerikai Egyesült Államok Kongresszusának képviselőházi elnöke
Az Amerikai Egyesült Államok Kongresszusának Képviselőházi Elnöke (angolul: Speaker of the United States House of Representatives) az Amerikai Egyesült Államok Kongresszusa alsóházának elnöke. Az elnöki utódlási sorrendben a második helyen áll az alelnök után és a Szenátus pro tempore elnöke előtt.
Bár az Alkotmány csak annyit ír elő, hogy a képviselőház megválasztja elnökét (tehát nem írja elő, hogy ennek a személynek a képviselőház tagjának kell lennie) gyakorlatban nem fordult elő, hogy az elnök ne legyen képviselő. Első alkalommal Frederick Muhlenberget választották meg képviselőházi elnöknek 1789. április 1-jén, a most ülésező 119. kongresszus képviselőházának elnöke a republikánus Mike Johnson.
A Képviselőház megválasztja elnökét és egyéb tisztségviselőit; csak a Képviselőház van felhatalmazva a közjogi felelősségre vonásnál a vádemelésre.
Eddig ötvenhárom férfi és egy nő töltötte be ezt a funkciót. Egy képviselőházi elnökből lett később elnök: James Knox Polk; alelnök két képviselőházi elnökből lett: Schuyler Colfax, illetve John Nance Garner személyében.

## Az elnöki öröklési rendben
Az Egyesült Államok alkotmánya mindössze annyit tartalmaz, hogy az elnököt az alelnök követi, és hogy a kongresszusnak meg kell határozni az utódlás rendjét, ha az alelnök sem tudja betölteni az elnöki posztot. Az 1789-ben hozott döntés alapján a kongresszus elnöke az öröklési sor negyedik helyére került, a szenátus pro tempore elnöke mögé.
1886-ban az elnöki öröklési sorból kivették a kongresszusi tagokat (így a szenátus pro tempore elnökét, illetve a képviselőház vezetőjét), s a Kabinet tagjai kerültek be az öröklési sorba.
A jelenlegi rendet Harry S. Truman 1947-ben határozta meg, amikor az új öröklési sorba az alelnök után a kongresszus elnöke, majd negyedik helyre a szenátus pro tempore elnöke került, megelőzve a Kabinet tagjait.
Gyakorlatban még nem történt meg az, hogy az alelnökön kívül más betöltötte volna az elnöki posztot.

## A jelenlegi képviselőházi elnök
| Feladatkör          | Párt | Név | Név          | Állam és körzet | Kinevezés dátuma    |
| ------------------- | ---- | --- | ------------ | --------------- | ------------------- |
| Képviselőházi elnök |      |     | Mike Johnson | Louisiana       | 2023. október 25. – |

## Gyakorlati szabályok

A képviselőház elnökének (de facto) zászlaja

A képviselőház elnökére vonatkozó gyakorlati szabályok:
- a többségi választmány és a ház többségi pártjának vezetője jelöli
- a képviselőház választja meg (ahogy a képviselőház többi tisztségviselőjét is)
- elvben képviselőház rendesen megválasztott tagja
- a parlamenti eljárás korrektségét és pártatlanságának fenntartását kell szolgálnia
- az alelnök (a szenátus elnöke) után a képviselőház elnökének van a legnagyobb esélye az Egyesült Államok elnöki tisztségére

A képviselőház elnökét a kongresszus választja meg, a képviselőház főtitkárának javaslatára, aki a két nagy párt javaslatát kéri, s terjeszti a képviselőház elé. A képviselőknek ettől függetlenül joguk van olyan személyt is támogatni, akit a főtitkár nem terjeszt elő, akár úgy is, hogy nem tagja a képviselőháznak. Az nyeri el a tisztséget, akit a képviselőház egyszerű többsége támogat. Az új elnöknek ezután a kongresszus dékánja (a legrégebbi kongresszusi tag) előtt kell esküt tennie.

## A házelnökök listája
A lista tartalmazza az eddigi házelnököket, párttagságukat, megválasztásuk helyét és a házelnökként eltöltött terminus idejét, valamint egyéb politikai tisztségeiket.
| Adminisztráció-párt (2); Anti-Adminisztráció Párt (1); Föderalista (2); Demokrata-Republikánus (6); Jackson-ellenes (1); Whig (4); Demokrata (23); Republikánus (18) |                          |                                   |                                        |                                      |                          |                                                   | |
| № | Portré                   | Név                               | Párt                                   | Körzet                               | Kongresszus              | Időszak                                           | Megjegyzés |
| 1 |                          | Frederick Muhlenberg              |                                        | Pennsylvania egész állam             | 1.                       | 1789. április 1. – 1791. március 4.               | először, a Kontinentális kongresszus tagja, 1789-1794 között képviselő                                                                                           |
| 2 |                          | Jonathan Trumbull, Jr.            |                                        | Connecticut 4. körzet                | 2.                       | 1791. október 24. – 1793. március 4.              | 1789-1794 között képviselő, 1795-1796 között szenátor |
| 1 |                          | Frederick Muhlenberg              |                                        | Pennsylvania egész állam             | 3.                       | 1793. december 2. – 1795. március 4.              | másodszor, a Kontinentális kongresszus tagja, 1789-1794 között képviselő                                                                                         |
| 3 |                          | Jonathan Dayton                   |                                        | New Jersey egész állam               | 4.                       | 1795. december 7. – 1797. március 4.              | A Kontinentális kongresszus tagja, 1791-1798 között képviselő, 1799-1804 között szenátor                                                                         |
| 3 | 5.                       | Jonathan Dayton                   | 1797. május 15. – 1799. március 4.     | New Jersey egész állam               |                          |                                                   | A Kontinentális kongresszus tagja, 1791-1798 között képviselő, 1799-1804 között szenátor                                                                         |
| 4 |                          | Theodore Sedgwick                 |                                        | Massachusetts # körzet               | 6.                       | 1799. december 2. – 1801. március 4.              | A Kontinentális kongresszus tagja, 1789-1794 között, 1795-1796 között, valamint 1799-1800 között képviselő, 1795-1796 között, valamint 1797-1798 között szenátor |
| 5 |                          | Nathaniel Macon                   |                                        | Észak-Karolina 5. körzet             | 7.                       | 1801. december 7. – 1803. március 4.              | 1791 és 1814 között, valamint 1815-1816 között képviselő, 1815-1816 között, valamint 1817-1828 között szenátor                                                   |
| 5 | Észak-Karolina 6. körzet | Nathaniel Macon                   | 8.                                     | 1803. október 17. – 1805. március 4. |                          |                                                   | 1791 és 1814 között, valamint 1815-1816 között képviselő, 1815-1816 között, valamint 1817-1828 között szenátor                                                   |
| 5 | Észak-Karolina 6. körzet | Nathaniel Macon                   | 9.                                     | 1805. december 2. – 1807. március 4. |                          |                                                   | 1791 és 1814 között, valamint 1815-1816 között képviselő, 1815-1816 között, valamint 1817-1828 között szenátor                                                   |
| 6 |                          | Joseph Bradley Varnum             |                                        | Massachusetts 4. körzet              | 10.                      | 1807. október 26. – 1809. március 4.              | 1795-1812 között képviselő, 1812 és 1816 között szenátor |
| 6 | 11.                      | Joseph Bradley Varnum             | 1809. május 22. – 1811. március 4.     | Massachusetts 4. körzet              |                          |                                                   | 1795-1812 között képviselő, 1812 és 1816 között szenátor |
| 7 |                          | Henry Clay                        |                                        | Kentucky 5. körzet                   | 12.                      | 1811. november 4. – 1813. március 4.              | először, 1811-1826 között képviselő, 1805-1810 között, valamint 1831-1852 között szenátor                                                                        |
| 7 | Kentucky 2. körzet       | Henry Clay                        | 13.                                    | 1813. május 24. – 1814. január 19.   |                          |                                                   | először, 1811-1826 között képviselő, 1805-1810 között, valamint 1831-1852 között szenátor                                                                        |
| 8 |                          | Langdon Cheves                    | 13.                                    |                                      | Dél-Karolina 1. körzet   | 1814. január 19. – 1815. március 4.               | 1809-1814 között képviselő |
| 7 |                          | Henry Clay                        |                                        | Kentucky 2. körzet                   | 14.                      | 1815. december 4. – 1817. március 4.              | másodszor, 1811-1826 között képviselő, 1805-1810 között, valamint 1831-1852 között szenátor                                                                      |
| 7 | 15                       | Henry Clay                        | 1817. december 1. – 1819. március 4.   | Kentucky 2. körzet                   |                          |                                                   | másodszor, 1811-1826 között képviselő, 1805-1810 között, valamint 1831-1852 között szenátor                                                                      |
| 7 | 16.                      | Henry Clay                        | 1819. december 6. – 1820. október 28.  | Kentucky 2. körzet                   |                          |                                                   | másodszor, 1811-1826 között képviselő, 1805-1810 között, valamint 1831-1852 között szenátor                                                                      |
| 9 | 16.                      |                                   | John W. Taylor                         |                                      | New York 11. körzet      | 1820. november 15. – 1821. március 4.             | 1813-1832 között képviselő |
| 10 |                          | Philip Pendleton Barbour          |                                        | Virginia 11. körzet                  | 17.                      | 1821. december 4. – 1823. március 4.              | 1813-1831 között képviselő |
| 7 |                          | Henry Clay                        |                                        | Kentucky 3. körzet                   | 18.                      | 1823. december 1. – 1825. március 4.              | harmadszor, 1811-1826 között képviselő, 1805-1810 között, valamint 1831-1852 között szenátor                                                                     |
| 9 |                          | John W. Taylor                    |                                        | New York 17. körzet                  | 19.                      | 1825. december 5. – 1827. március 4.              | 1813-1832 között képviselő |
| 11 |                          | Andrew Stevenson                  |                                        | Virginia 9. körzet                   | 20.                      | 1827. december 3. – 1829. március 4.              | 1821-1834 között képviselő |
| 11 | 21.                      | Andrew Stevenson                  | 1829. december 7. – 1831. március 4.   | Virginia 9. körzet                   |                          |                                                   | 1821-1834 között képviselő |
| 11 | 22                       | Andrew Stevenson                  | 1831. december 5. – 1833. március 4.   | Virginia 9. körzet                   |                          |                                                   | 1821-1834 között képviselő |
| 11 | Virginia 11. körzet      | Andrew Stevenson                  | 23.                                    | 1833. december 2. – 1834. június 2.  |                          |                                                   | 1821-1834 között képviselő |
| 12 |                          | John Bell                         | 23.                                    |                                      | Tennessee 7. körzet      | 1834. június 2. – 1835. március 4.                | 1827-1840 között képviselő, 1847-1858 között szenátor |
| 13 |                          | James K. Polk                     |                                        | Tennessee 9. körzet                  | 24.                      | 1835. december 7. – 1837. március 4.              | 1825-1839 között képviselő, 1845-1849 között az Amerikai Egyesült Államok 11. elnöke                                                                             |
| 13 | 25.                      | James K. Polk                     | 1837. szeptember 4. – 1839. március 4. | Tennessee 9. körzet                  |                          |                                                   | 1825-1839 között képviselő, 1845-1849 között az Amerikai Egyesült Államok 11. elnöke                                                                             |
| 14 |                          | Robert M. T. Hunter               |                                        | Virginia 9. körzet                   | 26.                      | 1839. december 16. – 1841. március 4.             | 1837-1846 között képviselő, 1847-1862 között szenátor |
| 15 |                          | John White                        |                                        | Kentucky 9. körzet                   | 27.                      | 1841. március 31. – 1843. március 4.              | 1835-1844 között képviselő |
| 16 |                          | John Winston Jones                |                                        | Virginia 6. körzet                   | 28                       | 1843. december 4. – 1845. március 4.              | 1835-1844 között képviselő |
| 17 |                          | John Wesley Davis                 |                                        | Indiana 6. körzet                    | 29.                      | 1845. december 1. – 1847. március 4.              | 1835-1847 között képviselő |
| 18 |                          | Robert Charles Winthrop           |                                        | Massachusetts 1. körzet              | 30.                      | 1847. december 6. – 1849. március 4.              | 1839-1849 között képviselő, 1849-1850 között szenátor |
| 19 |                          | Howell Cobb                       |                                        | Georgia 6. körzet                    | 31.                      | 1849. december 22. – 1851. március 4.             | 1843-1856 között képviselő |
| 20 |                          | Linn Boyd                         |                                        | Kentucky 1. körzet                   | 32.                      | 1851. december 1. – 1853. március 4.              | 1835-1854 között képviselő |
| 20 | 33.                      | Linn Boyd                         | 1853. december 5. – 1855. március 4.   | Kentucky 1. körzet                   |                          |                                                   | 1835-1854 között képviselő |
| 21 |                          | Nathaniel P. Banks                |                                        | Massachusetts 7. körzet              | 34.                      | 1856. február 2. – 1857. március 4.               | 1853-1890 között képviselő |
| 22 |                          | James Lawrence Orr                |                                        | Dél-Karolina 5. körzet               | 35.                      | 1857. december 7. – 1859. március 4.              | 1849-1859 között képviselő |
| 23 |                          | William Pennington                |                                        | New Jersey 5. körzet                 | 36.                      | 1860. február 1. – 1861. március 4.               | 1859-1861 között képviselő |
| 24 |                          | Galusha A. Grow                   |                                        | Pennsylvania 14. körzet              | 37.                      | 1861. július 4. – 1863. március 4.                | 1851-1902 között képviselő |
| 25 |                          | Schuyler Colfax                   |                                        | Indiana 9. körzet                    | 38.                      | 1863. december 7. – 1865. március 4.              | 1865-1869 között képviselő, 1869-1873 között az Amerikai Egyesült Államok 17. alelnöke                                                                           |
| 25 | 39.                      | Schuyler Colfax                   | 1865. december 4. – 1867. március 4.   | Indiana 9. körzet                    |                          |                                                   | 1865-1869 között képviselő, 1869-1873 között az Amerikai Egyesült Államok 17. alelnöke                                                                           |
| 25 | 40.                      | Schuyler Colfax                   | 1867. március 4. – 1869. március 3.    | Indiana 9. körzet                    |                          |                                                   | 1865-1869 között képviselő, 1869-1873 között az Amerikai Egyesült Államok 17. alelnöke                                                                           |
| 26 | 40.                      |                                   | Theodore M. Pomeroy                    |                                      | New York 24. körzet      | 1869. március 3. – 1869. március 4.               | 1861-1869 között képviselő |
| 27 |                          | James G. Blaine                   |                                        | Maine 3. körzet                      | 41.                      | 1869. március 4. – 1871. március 4.               | 1863-1876.között képviselő, 1875-1883 között szenátor |
| 27 | 42.                      | James G. Blaine                   | 1871. március 4. – 1873. március 4.    | Maine 3. körzet                      |                          |                                                   | 1863-1876.között képviselő, 1875-1883 között szenátor |
| 27 | 43.                      | James G. Blaine                   | 1873. március 4. – 1875. március 4.    | Maine 3. körzet                      |                          |                                                   | 1863-1876.között képviselő, 1875-1883 között szenátor |
| 28 |                          | Michael C. Kerr                   |                                        | Indiana 3. körzet                    | 44.                      | 1875. december 6. – 1876. augusztus 19.           | 1865-1876 között képviselő |
| 29 |                          | Samuel J. Randall                 |                                        | Pennsylvania 3. körzet               | 44.                      | 1876. december 4. – 1877. március 4.              | 1863-1890 között képviselő |
| 29 | 45.                      | Samuel J. Randall                 | 1877. október 15. – 1879. március 4.   | Pennsylvania 3. körzet               |                          |                                                   | 1863-1890 között képviselő |
| 29 | 46.                      | Samuel J. Randall                 | 1879. március 18. – 1881. március 4.   | Pennsylvania 3. körzet               |                          |                                                   | 1863-1890 között képviselő |
| 30 |                          | J. Warren Keifer                  |                                        | Ohio 8. körzet                       | 47.                      | 1881. december 5. – 1883. március 4.              | 1877-1910 között képviselő |
| 31 |                          | John G. Carlisle                  |                                        | Kentucky 6. körzet                   | 48.                      | 1883. december 3. – 1885. március 4.              | 1877-1890 között képviselő; 1889-1892 között szenátor |
| 31 | 49.                      | John G. Carlisle                  | 1885. december 7. – 1887. március 4.   | Kentucky 6. körzet                   |                          |                                                   | 1877-1890 között képviselő; 1889-1892 között szenátor |
| 31 | 50.                      | John G. Carlisle                  | 1887. december 5. – 1889. március 4.   | Kentucky 6. körzet                   |                          |                                                   | 1877-1890 között képviselő; 1889-1892 között szenátor |
| 32 |                          | Thomas Brackett Reed              |                                        | Maine 1. körzet                      | 51.                      | 1889. december 2. – 1891. március 4.              | először, 1877-1900 között képviselő |
| 33 |                          | Charles Frederick Crisp           |                                        | Georgia 3. körzet                    | 52.                      | 1891. december 8. – 1893. március 4.              | 1883-1896 között képviselő |
| 33 | 53.                      | Charles Frederick Crisp           | 1893. augusztus 7. – 1895. március 4.  | Georgia 3. körzet                    |                          |                                                   | 1883-1896 között képviselő |
| 32 |                          | Thomas Brackett Reed              |                                        | Maine 1. körzet                      | 54.                      | 1895. december 2. – 1897. március 4.              | másodszor, 1877-1900 között képviselő |
| 32 | 55.                      | Thomas Brackett Reed              | 1897. március 15. – 1899. március 4.   | Maine 1. körzet                      |                          |                                                   | másodszor, 1877-1900 között képviselő |
| 34 |                          | David B. Henderson                |                                        | Iowa 3. körzet                       | 56.                      | 1899. december 4. – 1901. március 4.              | 1883-1902 között képviselő |
| 34 | 57.                      | David B. Henderson                | 1901. december 2. – 1903. március 4.   | Iowa 3. körzet                       |                          |                                                   | 1883-1902 között képviselő |
| 35 |                          | Joseph Gurney Cannon              |                                        | Illinois 18. körzet                  | 58.                      | 1903. november 9. – 1905. március 4.              | 1873-1922 között képviselő |
| 35 | 59.                      | Joseph Gurney Cannon              | 1905. december 4. – 1907. március 4.   | Illinois 18. körzet                  |                          |                                                   | 1873-1922 között képviselő |
| 35 | 60.                      | Joseph Gurney Cannon              | 1907. december 2. – 1909. március 4.   | Illinois 18. körzet                  |                          |                                                   | 1873-1922 között képviselő |
| 35 | 61.                      | Joseph Gurney Cannon              | 1909. március 15. – 1911. március 4.   | Illinois 18. körzet                  |                          |                                                   | 1873-1922 között képviselő |
| 36 |                          | Champ Clark                       |                                        | Missouri 9. körzet                   | 62.                      | 1911. április 4. – 1913. március 4.               | 1893-1920 között képviselő |
| 36 | 63.                      | Champ Clark                       | 1913. április 7. – 1915. március 4.    | Missouri 9. körzet                   |                          |                                                   | 1893-1920 között képviselő |
| 36 | 64.                      | Champ Clark                       | 1915. december 6. – 1917. március 4.   | Missouri 9. körzet                   |                          |                                                   | 1893-1920 között képviselő |
| 36 | 65.                      | Champ Clark                       | 1917. április 2. – 1919. március 4.    | Missouri 9. körzet                   |                          |                                                   | 1893-1920 között képviselő |
| 37 |                          | Frederick Gillett                 |                                        | Massachusetts 2. körzet              | 66.                      | 1919. május 19. – 1921. március 4.                | 1893-1924 között képviselő, 1925-1930 között szenátor |
| 37 | 67.                      | Frederick Gillett                 | 1921. április 11. – 1923. március 4.   | Massachusetts 2. körzet              |                          |                                                   | 1893-1924 között képviselő, 1925-1930 között szenátor |
| 37 | 68.                      | Frederick Gillett                 | 1923. december 3. – 1925. március 4.   | Massachusetts 2. körzet              |                          |                                                   | 1893-1924 között képviselő, 1925-1930 között szenátor |
| 38 |                          | Nicholas Longworth                |                                        | Ohio 1. körzet                       | 69.                      | 1925. december 7. – 1927. március 4.              | 1903-1930 között képviselő |
| 38 | 70.                      | Nicholas Longworth                | 1927. december 5. – 1929. március 4.   | Ohio 1. körzet                       |                          |                                                   | 1903-1930 között képviselő |
| 38 | 71.                      | Nicholas Longworth                | 1929. április 15. – 1931. március 4.   | Ohio 1. körzet                       |                          |                                                   | 1903-1930 között képviselő |
| 39 |                          | John Nance Garner                 |                                        | Texas 15. körzet                     | 72.                      | 1931. december 7. – 1933. március 4.              | 1903-1932 között képviselő, 1933-1941 között az Amerikai Egyesült Államok 32. alelnöke                                                                           |
| 40 |                          | Henry Thomas Rainey               |                                        | Illinois 20. körzet                  | 73.                      | 1933. március 9. – August 19, 1934. augusztus 19. | 1903-1934 között képviselő |
| 41 |                          | Joseph W. Byrns Sr.               |                                        | Tennessee 5. körzet                  | 74.                      | 1935. január 3. – 1936. június 4.                 | 1909-1936 között képviselő |
| 42 |                          | William B. Bankhead               |                                        | Alabama 7. körzet                    | 74.                      | 1936. június 4. – 1937. január 3.                 | 1917-1940 között képviselő |
| 42 | 75.                      | William B. Bankhead               | 1937. január 5. – 1939. január 3.      | Alabama 7. körzet                    |                          |                                                   | 1917-1940 között képviselő |
| 42 | 76.                      | William B. Bankhead               | 1939. január 3. – 1940. szeptember 15. | Alabama 7. körzet                    |                          |                                                   | 1917-1940 között képviselő |
| 43 | 76.                      |                                   | Sam Rayburn                            |                                      | Texas 4. körzet          | 1940. szeptember 16. – 1941. január 3.            | Először, 1913-1962 között képviselő |
| 43 | 77.                      | 1941. január 3. – 1943. január 3. | Sam Rayburn                            |                                      | Texas 4. körzet          |                                                   | Először, 1913-1962 között képviselő |
| 43 | 78.                      | 1943. január 6. – 1945. január 3. | Sam Rayburn                            |                                      | Texas 4. körzet          |                                                   | Először, 1913-1962 között képviselő |
| 43 | 79.                      | 1945. január 3. – 1947. január 3. | Sam Rayburn                            |                                      | Texas 4. körzet          |                                                   | Először, 1913-1962 között képviselő |
| 44 |                          | Joseph William Martin, Jr.        |                                        | Massachusetts 14. körzet             | 80.                      | 1947. január 3. – 1949. január 3.                 | Először, 1925-1966 között képviselő |
| 43 |                          | Sam Rayburn                       |                                        | Texas 4. körzet                      | 81.                      | 1949. január 3. – 1951. január 3.                 | Másodszor, 1913-1962 között képviselő |
| 43 | 82.                      | Sam Rayburn                       | 1951. január 3. – 1953. január 3.      | Texas 4. körzet                      |                          |                                                   | Másodszor, 1913-1962 között képviselő |
| 44 |                          | Joseph William Martin, Jr.        |                                        | Massachusetts 14. körzet             | 83.                      | 1953. január 3. – 1955. január 3.                 | Másodszor, 1925-1966 között képviselő |
| 43 |                          | Sam Rayburn                       |                                        | Texas 4. körzet                      | 84.                      | 1955. január 3. – 1957. január 3.                 | Harmadszor, 1913-1962 között képviselő |
| 43 | 85.                      | Sam Rayburn                       | 1957. január 3. – 1959. január 3.      | Texas 4. körzet                      |                          |                                                   | Harmadszor, 1913-1962 között képviselő |
| 43 | 86.                      | Sam Rayburn                       | 1959. január 7. – 1961. január 3.      | Texas 4. körzet                      |                          |                                                   | Harmadszor, 1913-1962 között képviselő |
| 43 | 87.                      | Sam Rayburn                       | 1961. január 3. – 1961. november 16.   | Texas 4. körzet                      |                          |                                                   | Harmadszor, 1913-1962 között képviselő |
| 45 | 87.                      |                                   | John William McCormack                 |                                      | Massachusetts 12. körzet | 1962. január 10. – 1963. január 3.                | 1927-1970 között képviselő |
| 45 | Massachusetts 9. körzet  | 88.                               | John William McCormack                 | 1963. január 9. – 1965. január 3.    |                          |                                                   | 1927-1970 között képviselő |
| 45 | Massachusetts 9. körzet  | 89.                               | John William McCormack                 | 1965. január 4. – 1967. január 3.    |                          |                                                   | 1927-1970 között képviselő |
| 45 | Massachusetts 9. körzet  | 90.                               | John William McCormack                 | 1967. január 10. – 1969. január 3.   |                          |                                                   | 1927-1970 között képviselő |
| 45 | Massachusetts 9. körzet  | 91.                               | John William McCormack                 | 1969. január 3. – 1971. január 3.    |                          |                                                   | 1927-1970 között képviselő |
| 46 |                          | Carl Albert                       |                                        | Oklahoma 3. körzet                   | 92.                      | 1971. január 21. – 1973. január 3.                | 1947-1977 között képviselő |
| 46 | 93.                      | Carl Albert                       | 1973. január 3. – 1975. január 3.      | Oklahoma 3. körzet                   |                          |                                                   | 1947-1977 között képviselő |
| 46 | 94.                      | Carl Albert                       | 1975. január 14. – 1977. január 3.     | Oklahoma 3. körzet                   |                          |                                                   | 1947-1977 között képviselő |
| 47 |                          | Tip O'Neill                       |                                        | Massachusetts 8. körzet              | 95.                      | 1977. január 4. – 1979. január 3.                 | 1953-1986 között képviselő |
| 47 | 96.                      | Tip O'Neill                       | 1979. január 15. – 1981. január 3.     | Massachusetts 8. körzet              |                          |                                                   | 1953-1986 között képviselő |
| 47 | 97.                      | Tip O'Neill                       | 1981. január 5. – 1983. január 3.      | Massachusetts 8. körzet              |                          |                                                   | 1953-1986 között képviselő |
| 47 | 98.                      | Tip O'Neill                       | 1983. január 3. – 1985. január 3.      | Massachusetts 8. körzet              |                          |                                                   | 1953-1986 között képviselő |
| 47 | 99.                      | Tip O'Neill                       | 1985. január 3. – 1987. január 3.      | Massachusetts 8. körzet              |                          |                                                   | 1953-1986 között képviselő |
| 48 |                          | Jim Wright                        |                                        | Texas 12. körzet                     | 100.                     | 1987. január 6. – 1989. január 3.                 | 1955-1990 között képviselő |
| 48 | 101.                     | Jim Wright                        | 1989. január 3. – 1989. június 6.      | Texas 12. körzet                     |                          |                                                   | 1955-1990 között képviselő |
| 49 | 101.                     |                                   | Tom Foley                              |                                      | Washington 5. körzet     | 1989. június 6. – 1991. január 3.                 | 1965-1994 között képviselő |
| 49 | 102.                     | 1991. január 3. – 1993. január 3. | Tom Foley                              |                                      | Washington 5. körzet     |                                                   | 1965-1994 között képviselő |
| 49 | 103.                     | 1993. január 5. – 1995. január 3. | Tom Foley                              |                                      | Washington 5. körzet     |                                                   | 1965-1994 között képviselő |
| 50 |                          | Newt Gingrich                     |                                        | Georgia 6. körzet                    | 104.                     | 1995. január 4. – 1997. január 3.                 | 1979-1999 között képviselő |
| 50 | 105.                     | Newt Gingrich                     | 1997. január 7. – 1999. január 3.      | Georgia 6. körzet                    |                          |                                                   | 1979-1999 között képviselő |
| 51 |                          | Dennis Hastert                    |                                        | Illinois 14. körzet                  | 106.                     | 1999. január 6. – 2001. január 3.                 | 1987-2009 között képviselő |
| 51 | 107.                     | Dennis Hastert                    | 2001. január 3. – 2003. január 3.      | Illinois 14. körzet                  |                          |                                                   | 1987-2009 között képviselő |
| 51 | 108.                     | Dennis Hastert                    | 2003. január 7. – 2005. január 3.      | Illinois 14. körzet                  |                          |                                                   | 1987-2009 között képviselő |
| 51 | 109.                     | Dennis Hastert                    | 2005. január 3. – 2007. január 3.      | Illinois 14. körzet                  |                          |                                                   | 1987-2009 között képviselő |
| 52 |                          | Nancy Pelosi                      |                                        | Kalifornia 12. körzet                | 110.                     | 2007. január 4. – 2009. január 3.                 | Az első női képviselőházi elnök, 1987-től képviselő |
| 52 | 111.                     | Nancy Pelosi                      | 2009. január 6. – 2011. január 3.      | Kalifornia 12. körzet                |                          |                                                   | Az első női képviselőházi elnök, 1987-től képviselő |
| 53 |                          | John Boehner                      |                                        | Ohio 8. körzet                       | 112.                     | 2011. január 5. – 2013. január 3.                 | 1992-től képviselő, 2015. október 30-i hatállyal lemondott házelnöki és képviselői mandátumáról.                                                                 |
| 53 | 113.                     | John Boehner                      | 2013. január 3. – 2015. január 3.      | Ohio 8. körzet                       |                          |                                                   | 1992-től képviselő, 2015. október 30-i hatállyal lemondott házelnöki és képviselői mandátumáról.                                                                 |
| 53 | 114.                     | John Boehner                      | 2015. január 6. – 2015. október 29.    | Ohio 8. körzet                       |                          |                                                   | 1992-től képviselő, 2015. október 30-i hatállyal lemondott házelnöki és képviselői mandátumáról.                                                                 |
| 54 | 114.                     |                                   | Paul Ryan                              |                                      | Wisconsin 1. körzet      | 2015. október 29. – 2017. január 3.               | 1999-től képviselő |
| 54 | 115.                     | 2017. január 3. – 2019. január 3. | Paul Ryan                              |                                      | Wisconsin 1. körzet      |                                                   | 1999-től képviselő |
| 55 |                          | Nancy Pelosi                      |                                        | Kalifornia 12. körzet                | 116.                     | 2019. január 3. – 2021. január 3.                 | Az első női képviselőházi elnök, 1987-től képviselő |
| 55 | 117.                     | Nancy Pelosi                      | 2021. január 3. – 2023. január 3.      | Kalifornia 12. körzet                |                          |                                                   | Az első női képviselőházi elnök, 1987-től képviselő |
| 56 |                          | Kevin McCarthy                    |                                        | Kalifornia 32. körzet                | 118.                     | 2023. január 7. – 2023. október 3.                | |
| 57 |                          | Mike Johnson                      |                                        | Louisiana 4. körzet                  | 118.                     | 2023. október 25. – hivatalban                    | |

## A képviselőház elnökei szolgálati idejük szerint
Leghosszabb ideig Sam Rayburn demokrata házelnök vezette a képviselőházat, 17 év és 53 napon keresztül. Legrövidebb ideig Theodore M. Pomeroy volt a Képviselőház elnöke, mindössze egy napig. Két képviselő volt legalább 10 évig elnök, és négy képviselő töltötte be ezt a tisztséget kevesebb, mint egy évig.
| №  | Név                        | Párt | Házelnökként eltöltött idő |
| -- | -------------------------- | ---- | -------------------------- |
| 1  | Sam Rayburn                |      | 17 év 53 nap               |
| 2  | Henry Clay                 |      | 10 év 196 nap              |
| 3  | Tip O'Neill                |      | 9 év 350 nap               |
| 4  | John William McCormack     |      | 8 év 344 nap               |
| 5  | Nancy Pelosi               |      | 8 év                       |
| 6  | Dennis Hastert             |      | 7 év 359 nap               |
| 7  | Champ Clark                |      | 6 év 357 nap               |
| 8  | Carl Albert                |      | 5 év 337 nap               |
| 9  | Joseph Gurney Cannon       |      | 5 év 285 nap               |
| 10 | Thomas Stephen Foley       |      | 5 év 209 nap               |
| 11 | James G. Blaine            |      | 5 év 93 nap                |
| 12 | Frederick H. Gillett       |      | 4 év 341 nap               |
| 13 | John Boehner               |      | 4 év 297 nap               |
| 14 | Schuyler Colfax            |      | 4 év 176 nap               |
| 15 | Thomas Brackett Reed       |      | 4 év 172 nap               |
| 16 | Nicholas Longworth         |      | 4 év 133 nap               |
| 17 | William B. Bankhead        |      | 4 év 102 nap               |
| 18 | Andrew Stevenson           |      | 4 év 83 nap                |
| 19 | Joseph William Martin, Jr. |      | 4 év                       |
| 20 | Newt Gingrich              |      | 3 év 361 nap               |
| 21 | Nathaniel Macon            |      | 3 év 317 nap               |
| 22 | John G. Carlisle           |      | 3 év 267 nap               |
| 23 | Samuel J. Randall          |      | 3 év 215 nap               |
| 24 | Paul Ryan                  |      | 3 év 66 nap                |
| 25 | Frederick Muhlenberg       |      | 3 év 64 nap                |
| 26 | Joseph Bradley Varnum      |      | 3 év 49 nap                |
| 27 | Jonathan Dayton            |      | 3 év 14 nap                |
| 28 | Charles Frederick Crisp    |      | 2 év 295 nap               |
| 29 | James K. Polk              |      | 2 év 268 nap               |
| 30 | Linn Boyd                  |      | 2 év 182 nap               |
| 31 | David B. Henderson         |      | 2 év 182 nap               |
| 32 | Jim Wright                 |      | 2 év 151 nap               |
| 33 | Mike Johnson               |      | 1 év 285 nap               |
| 34 | John White                 |      | 1 év 277 nap               |
| 35 | Galusha A. Grow            |      | 1 év 243 nap               |
| 36 | John W. Taylor             |      | 1 év 198 nap               |
| 37 | Henry Thomas Rainey        |      | 1 év 163 nap               |
| 38 | Joseph W. Byrns, Sr.       |      | 1 év 153 nap               |
| 39 | Jonathan Trumbull, Jr.     |      | 1 év 131 nap               |
| 40 | John Wesley Davis          |      | 1 év 93 nap                |
| 41 | Theodore Sedgwick          |      | 1 év 92 nap                |
| 42 | Philip Pendleton Barbour   |      | 1 év 90 nap                |
| 43 | John Winston Jones         |      | 1 év 90 nap                |
| 44 | J. Warren Keifer           |      | 1 év 89 nap                |
| 45 | Robert Charles Winthrop    |      | 1 év 88 nap                |
| 46 | James Lawrence Orr         |      | 1 év 87 nap                |
| 47 | John Nance Garner          |      | 1 év 87 nap                |
| 48 | Robert M. T. Hunter        |      | 1 év 78 nap                |
| 49 | Howell Cobb                |      | 1 év 72 nap                |
| 50 | Langdon Cheves             |      | 1 év 44 nap                |
| 51 | William Pennington         |      | 1 év 31 nap                |
| 52 | Nathaniel P. Banks         |      | 1 év 30 nap                |
| 53 | John Bell                  |      | 275 nap                    |
| 54 | Kevin McCarthy             |      | 269 nap                    |
| 55 | Michael C. Kerr            |      | 257 nap                    |
| 56 | Theodore M. Pomeroy        |      | 1 nap                      |

## A képviselőház elnökei államonként
Eddig 24 állam adott az ötvenből képviselőházi elnököt. Legtöbbet - nyolcat - Massachusetts adta.
| Házelnökök száma | Állam          |
| ---------------- | -------------- |
| 8                | Massachusetts  |
| 4                | Kentucky       |
| 4                | Virginia       |
| 3                | Georgia        |
| 3                | Illinois       |
| 3                | Indiana        |
| 3                | Kalifornia     |
| 3                | Ohio           |
| 3                | Pennsylvania   |
| 3                | Tennessee      |
| 3                | Texas          |
| 2                | Maine          |
| 2                | New Jersey     |
| 2                | New York       |
| 2                | Dél-Karolina   |
| 1                | Alabama        |
| 1                | Connecticut    |
| 1                | Iowa           |
| 1                | Louisiana      |
| 1                | Missouri       |
| 1                | Észak-Karolina |
| 1                | Oklahoma       |
| 1                | Washington     |
| 1                | Wisconsin      |